# Alla Massevitch
Alla Genrikhovna Massevitch (en russe : Алла Генриховна Масевич ; née le 9 octobre 1918 et décédée le 6 mai 2008) était une astronome soviétique et russe. Elle est diplômée de l'université pédagogique d'État de Moscou. Elle a été vice-présidente du Conseil astronomique de l'Académie des sciences de l'Union soviétique (en) en 1952 et a travaillé en étroite collaboration avec Viktor Ambartsumian. Elle est devenue professeur de géodésie spatiale à l'Institut de géodésie et de cartographie de Moscou (ru) en 1972.
Elle est connue pour son travail d'organisation de groupes chargés d'observer certains des premiers satellites russes (1956 à 1957). Masevich était le délégué russe au congrès de la Fédération internationale d'astronautique après le lancement de Spoutnik 1 en 1957 et a présenté un article sur le suivi optique des satellites.

## Jeunesse
Elle est née à Tbilissi en tant qu'aînée de Natalia Zhgenti, une infirmière géorgienne, et de Genrikh Masevich, un avocat. Enfant, les travaux scientifiques populaires de Yakov Perlman, avec qui Masevich a commencé une correspondance, ont inspiré son intérêt pour la science. Elle a obtenu un diplôme en physique de l'Institut pédagogique industriel de Moscou de l'Université de Moscou en 1940.

## Carrière
Masevich a quitté l'université d'État de Moscou et a déménagé à Kuibyshev, où elle a travaillé à l'Institut de physique et a enseigné l'astronomie au Kuibyshev Teacher's College. Elle s'est inscrite à l'Institut astronomique Sternberg en 1942 pour ses études de doctorat. Elle a obtenu son diplôme de candidate en 1946 et est devenue professeur adjoint d'astrophysique à l'université d'État de Moscou. Elle est devenue professeur titulaire en 1948.
De 1952 à 1987, elle a occupé le poste prestigieux de vice-présidente du Conseil astronomique de l'Académie des sciences de l'Union soviétique. Au cours de son mandat à l'Académie, elle a dirigé une équipe en 1957 pour surveiller les satellites soviétiques, dont Spoutnik 1. Ses autres postes incluent celui de présidente du groupe de travail du Comité sur la recherche spatiale du Conseil international des unions scientifiques, de présidente de la section de suivi par satellite de la géodésie et de secrétaire générale adjointe de la Conférence des Nations Unies sur l'exploration et les utilisations pacifiques de l'espace extra-atmosphérique.
En 1961, elle visite Londres et, avec Patrick Moore, donne une conférence au Royal Festival Hall.
En 1987, elle quitte l'Académie pour devenir présidente des Astrosoviets, le Conseil astronomique de l'Académie des sciences de l'Union soviétique,.
Au cours de sa carrière, Masevich a publié 147 articles, trois livres sur l'astronomie stellaire, un livre sur la géodésie par satellite et des livres d'astronomie populaires.

## Vie privée
En 1941, Masevich épousa Iosif Friedlander, un ingénieur qu'elle avait rencontré dans un abri anti-bombes. Ils ont eu une fille ensemble, Natasha Friedlander.

## Prix et distinctions
- Médaille Galaber de la Fédération astronautique internationale[6]
- Membre étranger de la Royal Astronomical Society en 1963[7]
- Membre de l'Académie internationale d'astronautique en 1964[7]
- Prix d'État de l'URSS (1975)[7]